# شریف حتاته
شریف حتاته (عربی: شريف حتاتة؛ زادهٔ ۱۳ سپتامبر ۱۹۲۳ – درگذشتهٔ ۲۲ مه ۲۰۱۷) یک پزشک، نویسنده و فعال کمونیست مصری بود. او همسر نویسنده فمینیست مشهور مصری، نوال السعداوی بود. آن‌ها در سال ۱۹۶۴ با یکدیگر آشنا شده بودند.

## سال‌های اولیه زندگی
حتاته در ۱۳ سپتامبر ۱۹۲۳ در مصر به دنیا آمد. پدرش فتح‌الله حتاته پاشا بود. مادرش انگلیسی بود. پدرش تحصیل کرده غرب و یک ملاک فئودال بود. خانواده اش از طبقات میانی مرفه محسوب می‌شدند. حتاته، اگر چه در روستایشان در ناحیه دلتای نیل بزرگ شد، ولی آموزش چندانی در زمینه کشاورزی که منبع درآمد خانواده‌شان هم بود، نگرفت.
در سنین بین ۲۰ تا ۳۰ سالگی نسبت به وضعیت فقر کشاورزانی که روی زمینهای پدرش کار می‌کردند به انزجار رسید و تنفر خود را نسبت به اینکه جانشین یک فئودال و یکی از پسران او باشد، ابراز نمود.

## فعالیت‌ها

### بعد از جنگ جهانی دوم
در سال‌های بلافاصله پس از جنگ جهانی دوم «حتاته» دعوت و پذیرفته شد که به «ایسکرا» یکی از جنبشهای اصلی کمونیست مصر که در سال ۱۹۴۲ توسط هیلل شوارتز بنیان‌گذاری شده بود بپیوندد. حتاته اشاره کرد که دلیلش برای پیوستن به ایسکرا این بود که جنبش چپ در مصر به‌طور عمومی مترقی و باز بود و سنتی و فناتیک نبود در حالی که جنبشهای ایدئولوژیک دیگر به نظر می‌رسید که روی احساسات وطن‌پرستانه بنا شده‌اند. در سال ۱۹۴۷ در «جنبش دمکراتیک برای آزادی ملی» ادغام شد. در سال ۱۹۴۸ حتاته در سرکوب ضدکمونیستی مقامات رژیم سلطنتی دستگیر شد.

### بعد از سرنگونی سلطنت در مصر
او بعد از سرنگونی دولت پادشاهی به دست یک گروه از «افسران انقلابی» در ژوئیه سال ۱۹۵۲ آزاد شد. به دنبال انقلاب ۱۹۵۲ او به یکی از اعضای هیئت تحریریه روزنامه «صدای دهقانان» تبدیل شد. وقتی دو تن از اعضای جنبش دمکراتیک برای آزادی ملی از زندان گریختند به‌طور موقت در منزل حتاته مستقر شدند. حتاته خودش زیر نظر پلیس بود و به همین دلیل آن سه نفر خانه حتاته را ترک کردند و به خانه یکی دیگر از اعضای آزاد شده جنبش دمکراتیک برای آزادی ملی رفتند. اما آن‌ها ردیابی شده و دستگیر شدند.

### دوران ریاست جمهوری جمال عبدالناصر
حتاته و ده‌ها کمونیست دیگر در دوران ریاست جمهوری جمال عبدالناصر در آوریل ۱۹۶۴ از زندان آزاد شدند. حتاته در میان اعضای سابق جنبش دمکراتیک برای آزادی ملی قرار داشت که معتقد بودند کمونیست‌های مصر می‌توانند با جمال عبدالناصر یعنی اتحادیه سوسیالیستی عربی متحد شوند که تنها حزب رسمی در کشور بود. آن‌ها این حزب را مترقی و سوسیالیست می‌دانستند. ناصر اما نسبت به اتحادیه سوسیالیست عرب دید انتقادی پیدا کرد و می‌گفت این حرب نمی‌تواند در مصر «آزادی سوسیالیستی» برقرار سازد. در سال ۱۹۶۴ رهبری اتحادیه سوسیالیست عرب دوباره سازماندهی شد و یک ارکان دبیر کلی مرکب از ۱۶عضو در آن تشکیل شد که ۶ نفر آن کمونیستهای اصیل از جمله حتاته در آن عضویت داشتند.

## آثار
- چشمی با پلک فلزی - چاپ اول ۱۹۷۴ چاپ دوم ۱۹۸۳
- شکست – چاپ اول ۱۹۷۸
- شبکه - چاپ اول ۱۹۸۱ چاپ دوم ۱۹۹۰
- داستان عشق امروزی – چاپ ۱۹۸۴و ۲۰۰۱ و ۲۰۰۸
- نبض چیزهای گمشده
- ژرفای دریا
- عطر پرتقال سبز
- دختر فرمانده
- وبا
- آخرین رقص قبل از مرگ - ۲۰۱۳
- پنجره‌های باز
- روش ملاحت و عشق
- سفری به آسیا
- روایتهای روزانه سفر
- در حقیقت خاطره‌ای بود
- تجربه من در نوآوری
- یک اندیشه جدید در چپ
- جهانی شدن و اسلام سیاسی
- تفکر چپ و جهانی شدن سرمایه[۲]